# Principiile urbanismului inteligent
Principiile Urbanismului Inteligent (Principles of Intelligent Urbanism — PIU) este o teorie a planificării urbane compusă dintr-un set de zece axiome destinat realizării planurilor de urbanism sustenabile și echitabile. Formulate de arhitectul și urbanistul Christopher Charles Benninger, aceste axiome urmăresc să concilieze preocupări diverse, integrând durabilitatea mediului, conservarea tradiției, tehnologia adecvată, infrastructura eficientă, placemaking (formarea identității locului), accesul social, dezvoltarea orientată pe tranzit, integrarea regională, scara umană și integritatea instituțională. PIU promovează orașe care echilibrează nevoile umane, culturale și ecologice, fiind aplicat în proiecte precum planul urbanistic al orașului Thimphu, capitala Bhutanului.
PIU a evoluat din principiile Congresului Internațional de Arhitectură Modernă (CIAM), din abordările designului urban dezvoltate de Josep Lluis Sert la Harvard și din ideile Team Ten, care criticau urbanismul modernist rigid. Benninger a integrat aceste influențe în contextul asiatic, fondând Școala de Proiectare din Ahmedabad (1971), unde PIU a devenit bază curriculară. Christopher Charles Benninger Architects

## Axiome

### Primul principiu: În echilibru cu natura
Potrivit susținătorilor Urbanismului Inteligent, echilibrul cu natura reliefează distincția clară dintre utilizarea resurselor și exploatarea lor. Acest principiu se concentrează pe pragurile dincolo de care defrișările, eroziunea solului, epuizarea apei, colmatarea și inundațiile se determină una pe alta în dezvoltarea urbană, salvând sau distrugând sistemele de susținere a vieții. Principiul promovează evaluările de mediu pentru identificarea zonelor fragile, ecosistemelor și habitatelor amenințate care pot fi îmbunătățite prin conservare, controlul densității, planificarea utilizării teritoriului și proiectarea spațiilor deschise. Acest principiu promovează analiza consumului de energie pe ciclul de viață al clădirilor și analiza emisiilor poluante.
Acest principiu statuează că există un nivel al intensității locuirii omenești în care resursele consumate vor fi înlocuite prin completare de către ciclurile naturale ale anotimpurilor, creând astfel un echilibru de mediu. Este parte a acestui principiu afirmația că atât timp cât natura poate reînvia an de an, atât timp cât biomasa poate supraviețui în propriul ecosistem, atât timp cât motivele de reproducere a speciilor de faună și avifaună sunt sigure, atât timp cât nu există nicio eroziune și biomasa se menține, natura este doar utilizată (nu exploatată).
La baza acestui principiu stă presupunerea că există o graniță fragilă care este traversată atunci când fauna, care eco-fertilizează flora, care susține solul, care susține dealurile, nu mai este acolo. Eroziunea, colmatarea rețelelor de drenare și inundațiile sunt rezultatul utilizării resurselor naturale peste un nivel de la care nu mai este cale de întoarcere (point of no return) și de la care capacitatea naturală de refacere a ecosistemului este depășită. Din acel punct, degradarea se accelerează și se amplifică. Despădurirea, deșertificarea, eroziunea, inundațiile, incendiile și alunecările de teren sunt toate în creștere.
Principiul afirmă ca fiind strigătoare la cer „actele împotriva naturii” printre care se numără tăierea arborilor de pe versanții colinelor, carierele amenajate pe pante, evacuarea apelor uzate și a deșeurilor industriale în sistemul natural de drenaj, pavarea și asfaltarea excesivă, construcțiile pe pante abrupte. Această teorie urbanistică susține că echilibrul ecologic urban poate fi menținut atunci când zonele fragile sunt rezervate, când se urmărește conservarea ecosistemelor, iar incintele cu intensitate a locuirii scăzută sunt în mod deliberat identificate. Astfel, acest principiu operează în interiorul echilibrului natural, având ca obiectiv protejarea și conservarea acelor elemente ecologice care permit regenerarea mediului. Prin urmare, primul principiu al Urbanismului Inteligent afirmă că urbanizarea trebuie să fie în echilibru cu natura.

### Al 2-lea principiu: În echilibru cu tradiția
Echilibrul cu tradiția este destinat să integreze intervențiile planului cu activele culturale existente, respectând practicile tradiționale și precedentele stilului. Principiul urbanistic cere respectul pentru patrimoniul cultural al unui loc. Se caută înțelepciunea tradițională în structura așezărilor umane, în ordinea planurilor de construcție, în precedentele stilului, în simbolurile și semnele care transferă sensuri prin decorare și motive. Acest principiu respectă ordinea generată de sistemele de construcție prin ani de adaptare la climă, la circumstanțele sociale, la materialele disponibile și la tehnologie.

### Al 3-lea principiu: Tehnologia intermediară
Tehnologia intermediară promovează utilizarea unor soluții tehnologice care sunt accesibile, sustenabile și adaptate contextului local, evitând dependența de tehnologii scumpe sau complexe care pot exclude comunitățile marginalizate. Inspirat de lucrările lui E.F. Schumacher (Small is Beautiful), acest principiu susține tehnologii care echilibrează eficiența modernă cu simplitatea tradițională, cum ar fi sistemele de irigații cu consum redus de energie sau materialele de construcție locale (ex. bambus, lut). În Thimphu, tehnologia intermediară a fost aplicată prin folosirea materialelor de construcție locale și a tehnicilor tradiționale bhutaneze, reducând costurile și impactul ecologic. Thimphu Structure Plan

### Al 4-lea principiu: Convivialitatea
Convivialitatea promovează spații urbane care încurajează interacțiunea socială, coeziunea comunitară și sentimentul de apartenență, creând medii „prietenoase” pentru indivizi și grupuri. Acest principiu, inspirat de ideile lui Ivan Illich, subliniază importanța spațiilor care susțin relațiile umane la toate nivelurile societății.

#### Un spațiu al persoanei
Spațiile individuale, cum ar fi locuințele sau grădinile private, trebuie să ofere intimitate și confort, permițând exprimarea identității personale.

#### Un spațiu al prieteniilor
Zonele publice, precum cafenelele sau piețele mici, încurajează întâlnirile informale și relațiile interpersonale, consolidând legăturile sociale.

#### Un spațiu al familiilor
Cartierele trebuie să includă locuințe accesibile, parcuri și școli, susținând nevoile familiilor și siguranța copiilor.

#### Un spațiu al vecinătăților
Vecinătățile sunt proiectate pentru a promova solidaritatea locală, cu centre comunitare și spații de întâlnire care facilitează cooperarea.

#### Un spațiu al comunităților
Comunitățile mai largi beneficiază de infrastructuri culturale (ex. teatre, biblioteci) care încurajează identitatea colectivă.

#### Un spațiu al domeniului urban
Orașul, ca entitate, trebuie să ofere spații publice majore (ex. piețe centrale, bulevarde) care să unească diversele comunități și să promoveze diversitatea.

### Al 5-lea principiu: Eficiența
Eficiența se referă la optimizarea resurselor în planificarea urbană, minimizând risipa de energie, apă, teren și timp. Acest principiu promovează infrastructuri compacte, sisteme de transport eficiente și clădiri cu consum energetic redus. De exemplu, în Thimphu, eficiența a fost realizată prin planificarea unor cartiere dense, dar bine conectate, care reduc necesitatea deplasărilor lungi și consumul de combustibil. Eficiența include și gestionarea deșeurilor și reciclarea, pentru a reduce impactul urban asupra mediului. Departamentul de Dezvoltare Urbană, Bhutan

### Al 6-lea principiu: Scara umană
Scara umană susține proiectarea orașelor la o scară care prioritizează confortul și accesibilitatea pietonilor, evitând structurile copleșitoare sau alienante. Clădirile și spațiile publice trebuie să fie proporționale cu dimensiunile umane, cu străzi înguste, piețe accesibile și fațade care invită la interacțiune. În Thimphu, acest principiu a fost aplicat prin menținerea clădirilor la înălțimi reduse și prin crearea de trasee pietonale care încurajează mersul pe jos. Scara umană contrastează cu urbanismul modernist, care favoriza zgârie-norii și autostrăzile. Christopher Charles Benninger Architects

### Al 7-lea principiu: Matricea oportunităților
Matricea oportunităților promovează crearea de orașe care oferă acces echitabil la educație, locuri de muncă, sănătate și agrement pentru toți rezidenții, indiferent de statutul socioeconomic. Acest principiu susține diversitatea funcțională a zonelor urbane, cu cartiere mixte care combină locuințe, comerț și servicii. De exemplu, planul Thimphu a inclus centre comunitare și piețe care facilitează accesul localnicilor la resurse economice și sociale. Matricea oportunităților combate segregarea urbană și inegalitățile. Departamentul de Dezvoltare Urbană, Bhutan

### Al 8-lea principiu: Integrarea regională
Integrarea regională subliniază conectarea orașelor cu regiunile înconjurătoare, prin infrastructuri de transport, schimburi economice și conservarea resurselor naturale comune. Acest principiu promovează planificarea care evită izolarea urbană, asigurând fluxuri eficiente de oameni, bunuri și informații. În Bhutan, integrarea regională a fost realizată prin conectarea Thimphu cu alte orașe prin drumuri sustenabile și prin protejarea văilor înconjurătoare ca zone agricole. Thimphu Structure Plan

### Al 9-lea principiu: Mobilitatea
Mobilitatea promovează sisteme de transport eficiente, accesibile și sustenabile, care prioritizează transportul public, mersul pe jos și bicicletele în detrimentul mașinilor personale. Acest principiu susține dezvoltarea orientată pe tranzit (TOD), cu stații de autobuz și tren bine integrate în cartiere. În Thimphu, mobilitatea a fost îmbunătățită prin crearea de trasee pietonale și linii de autobuz care reduc dependența de autovehicule. Mobilitatea contribuie la reducerea poluării și la accesibilitatea urbană. Departamentul de Dezvoltare Urbană, Bhutan

### Al 10-lea principiu: Integritatea instituțională
Integritatea instituțională cere ca procesele de planificare urbană să fie transparente, participative și responsabile, implicând comunitățile locale și evitând corupția. Acest principiu susține instituții care promovează echitatea și respectă drepturile cetățenilor. În Thimphu, integritatea instituțională a fost asigurată prin consultări publice extinse în timpul elaborării planului urbanistic, garantând că nevoile rezidenților sunt reflectate. Christopher Charles Benninger Architects

## Aplicații practice
Principiile Urbanismului Inteligent au fost aplicate în diverse contexte, cel mai notabil fiind planul urbanistic al orașului Thimphu, Bhutan (2002–2027), care a integrat toate cele zece axiome pentru a crea un oraș sustenabil, cultural autentic și accesibil. Alte exemple includ:
- Pune, India: Proiectele lui Benninger au folosit PIU pentru a promova cartiere mixte și mobilitate sustenabilă.
- Curitiba, Brazilia: Sistemul de transport public integrat reflectă principiile Mobilității și Eficienței.
- Copenhagen, Danemarca: Urbanismul orientat pe scara umană și mobilitatea pietonală.

## Mișcări care implementează cele Zece Principii
PIU este strâns legat de alte mișcări urbanistice care promovează sustenabilitatea și echitatea:
- New Urbanism: Susține scara umană, cartierele mixte și mobilitatea pietonală, similare cu principiile PIU.
- Smart Growth: Promovează eficiența și integrarea regională, aliniindu-se cu PIU.
- Ecological Urbanism: Pune accent pe echilibrul cu natura, similar primului principiu al PIU.
- Participatory Planning: Reflectă integritatea instituțională, încurajând implicarea comunităților.

Aceste mișcări au inspirat proiecte globale, de la eco-orașe (ex. Masdar, Emiratele Arabe Unite) la reamenajări urbane (ex. High Line, New York).

## Critici și provocări
Deși PIU este apreciat pentru abordarea sa holistică, criticii subliniază câteva provocări:
- Implementarea costisitoare: Tehnologiile sustenabile și consultările publice pot fi scumpe în țările în curs de dezvoltare.
- Rezistența culturală: Echilibrul cu tradiția poate întâmpina opoziție în comunitățile care preferă modernizarea rapidă.
- Scalabilitatea: Aplicarea PIU în megalopolisuri (ex. Mumbai, Jakarta) este dificilă din cauza densității și complexității.

Cu toate acestea, succesul Thimphu demonstrează că PIU poate fi adaptat la contexte diverse, dacă există voință politică și implicare comunitară.

## Imagini reprezentative
Principiile Urbanismului Inteligent sunt ilustrate prin imagini care surprind planificarea sustenabilă și scara umană: